# 二条道平
二条 道平（にじょう みちひら）は、鎌倉時代後期から南北朝時代初期の公家。摂政・関白二条兼基の子。母は京極為顕の娘・宣子。官位は従一位・関白・左大臣。二条家4代当主。号に後光明照院関白。

## 経歴
1295年（永仁3年）従三位に叙せられ公卿に列する。1305年（嘉元3年）一条実家に大臣就任を先に越されたことを不満として籠居するが、1316年（正和5年）から2年間花園天皇の関白を務める。後醍醐天皇即位後の1323年（元亨3年）に内覧宣下を受け、1327年（嘉暦2年）から3年間後醍醐天皇の関白をつとめた。後醍醐天皇の倒幕計画に関与したらしく、1332年（元弘2年）鎌倉幕府により父兼基に預けられた。幕府の怒りは相当なものがあり、息子の良基は権中納言を免ぜられ、『花園院宸記』には二条家の廃絶を通告されたことが記されている。翌1333年（元弘3年）隠岐島から反撃に転じた天皇により左大臣及び藤氏長者に任じられ、1334年（建武元年）再び内覧となっている。
学芸のみならず、当時の公家には珍しく馬術にも秀でていたという。

## 系譜
- 正室：西園寺婉子（西園寺公顕娘）
  - 長男：二条良基（1320-1388）
  - 次男：二条良忠（1321-?）
- 室：二条師忠娘
- 室：藤原蔭子 - 従二位
  - 女子：二条栄子 - 後醍醐天皇女御[4]
- 室：西戒菊地女[5]
  - 男子：富小路道直？[5] - 子孫は富小路家
- 生母不明の子女
  - 男子：二条師基（1301-1365） - 実は弟か?[6]

## 伝承
軍記物語『太平記』では、二条道平の妹は天皇の後宮に入る予定だったが、室町幕府の執事高師直に盗み取られて、男子・武蔵五郎師夏を産んだと描かれる。